# Валдимар Тоур Ингимюндарсон
Валдимар Тоур Ингимюндарсон (исл. Valdimar Þór Ingimundarson; родился 28 апреля 1999 года, Рейкьявик, Исландия) — исландский футболист, полузащитник клуба «Согндал» и сборной Исландии.

## Клубная карьера
Валдимар Тоур — воспитанник клуба «Филкир». 11 июля 2016 года в матче против столичного «Троттур» он дебютировал в чемпионата Исландии. В этом же поединке Валдимар забил свой первый гол за «Филкир». В 2020 году Валдимар Тоур перешёл в норвежский «Стрёмсгодсет». 20 сентября в матче против «Саннефьорда» он дебютировал в Типпелиге. 25 октября в поединке против «Мольде» Валдимар забил свой первый гол за «Стрёмсгодсет». 

## Международная карьера
В 2021 году Валдимар Тоур в составе молодёжной сборной Исландии принял участие в молодёжном чемпионате Европы в Венгрии и Словении. На турнире он сыграл в матче против команды Дании, России и Франции. 